# Rhadinaea fulvivittis
Rhadinaea fulvivittis är en ormart som beskrevs av Cope 1875. Rhadinaea fulvivittis ingår i släktet Rhadinaea och familjen snokar. Inga underarter finns listade i Catalogue of Life.
Denna orm förekommer i södra Mexiko i delstaterna Veracruz, Puebla och Oaxaca. Arten lever i bergstrakter mellan 1800 och 2300 meter över havet. Den vistas i skogar med tallar och ekar. Rhadinaea fulvivittis gräver i lövskiktet. Honor lägger ägg.
Beståndet hotas av skogsröjningar. IUCN kategoriserar arten globalt som sårbar.